# Deildartunguhver

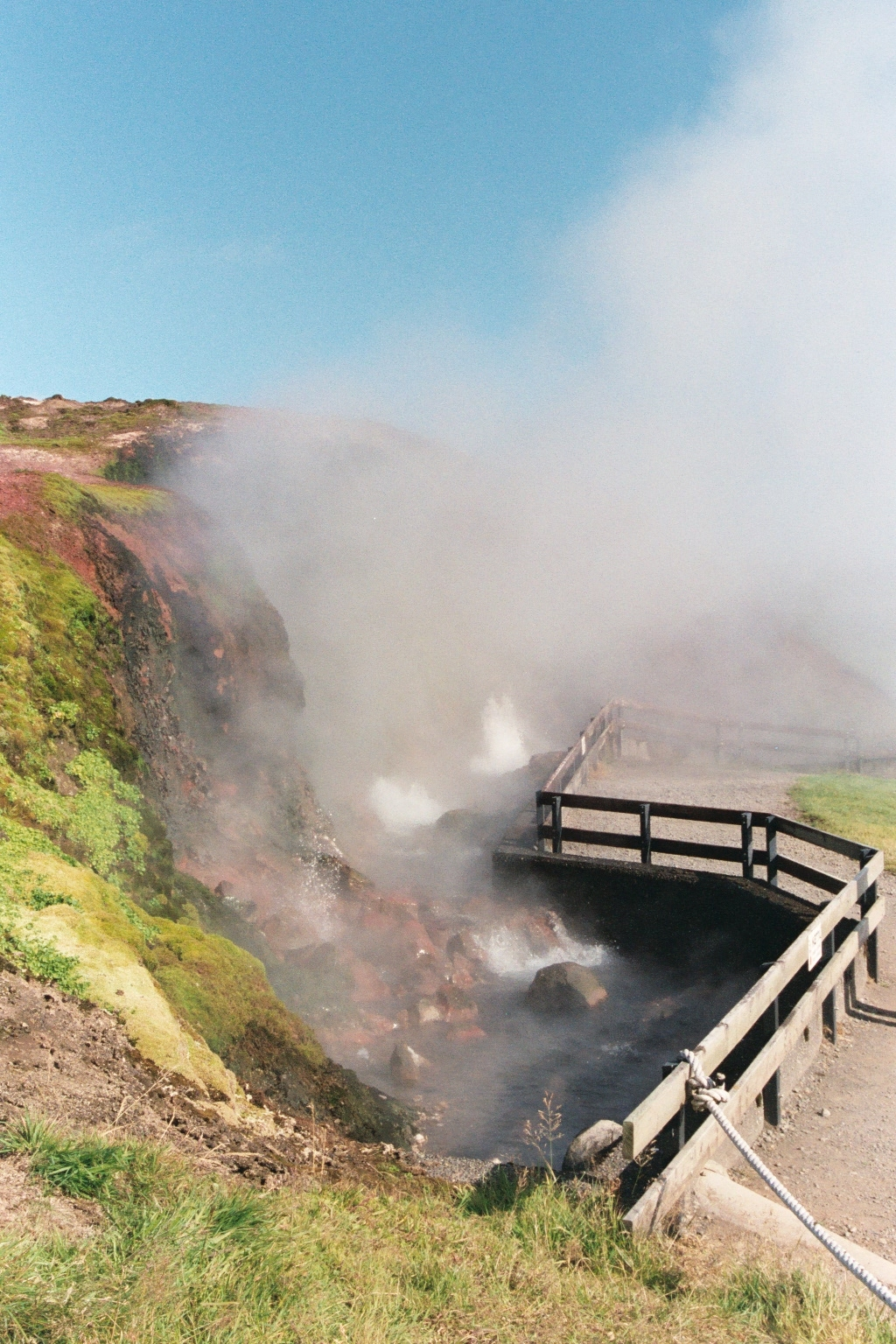
Deildartunguhver

Deildartunguhver é um manancial de águas termais localizado em Reykholtsdalur, Islândia. Caracteriza-se por um alto caudal de águas termais (180 litros/segundo), com a água emergindo a 97 °C. É portanto, a água termal com maior fluxo da Europa.
Uma parte da água é utilizada para calefacção, sendo transportada por canalização para Borgarnes a 34 quilómetros e para Akranes a 64 quilómetros. 
Ali perto cresce o "feto-pente", Blechnum spicant. A espécie só cresce neste lugar da Islândia.

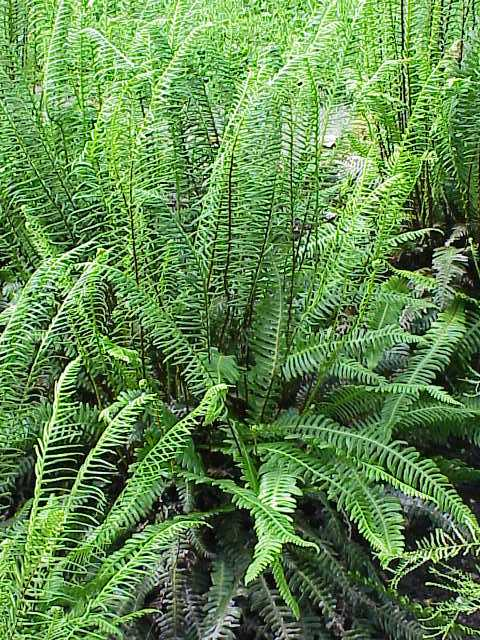
Blechnum spicant.